# Il lungo, il corto, il gatto
Pour plus de détails, voir Fiche technique et Distribution.
Il lungo, il corto, il gatto est une comédie à l'italienne réalisée par Lucio Fulci et sortie en 1967,.
Ce film marque la dernière collaboration entre Lucio Fulci et le duo comique Franco et Ciccio après treize films tournés ensemble. C'est un « giallo comique », un « thriller farfelu » qui anticipe le virage du réalisateur vers des genres plus violents.

## Synopsis
Une riche veuve lègue tous ses biens à un chat siamois dans lequel elle voit la réincarnation de son mari. Ses deux domestiques tentent d'en profiter.

## Fiche technique
Sauf indication contraire, les informations mentionnées dans cette section peuvent être confirmées par la base de données cinématographiques IMDb,  présente dans la section « Liens externes ».
- Titre original : Il lungo, il corto, il gatto (litt. « Le long, le court, le chat »)
- Réalisation : Lucio Fulci
- Scénario : Gian Paolo Callegari, Roberto Gianviti (it), Amedeo Sollazzo (it), Marino Girolami
- Photographie : Guglielmo Mancori
- Montage : Nella Nannuzzi
- Musique : Lallo Gori
- Société de production : Five Film
- Pays de production :  Italie
- Langue de tournage : italien
- Format : Couleurs - 2,35:1 - Son mono - 35 mm
- Genre : Comédie
- Durée : 90 minutes
- Dates de sortie :
  - Italie : 3 mai 1967
  - Portugal : 2 juillet 1969

## Distribution
- Franco Franchi : Franco
- Ciccio Ingrassia : Ciccio
- Gianni Agus : Gianni
- Elsa Vazzoler : Nora, la Comtesse
- Ugo Fangareggi : Le boucher
- Ivy Holzer : Gina
- Giusi Raspani Dandolo : La Comtesse
- Ivano Staccioli : Le tueur surnommé « Le Chat »
- Silvio Bagolini : Le notaire
- Daniele Vargas : L'agent américain de la CIA
- Enzo Andronico : Le marchand de journaux
- Tano Cimarosa : L'éboueur
- Enzo La Torre : Commissaire Proietti
- Renato Chiantoni : Le docteur
- Ignazio Leone : Le patron du billard
- Andrea Scotti : Le diplomate espion Martinez

## Production
Les extérieurs ont été tournés presque intégralement dans le quartier romain de l'EUR.